# (12101) Trujillo
(12101) Trujillo (1998 JX2) – planetoida z pasa głównego asteroid okrążająca Słońce w ciągu 5,17 lat w średniej odległości 2,99 j.a. Odkryta 1 maja 1998 roku.